# Calle de Mateo Benigno de Moraza
La calle de Mateo Benigno de Moraza es una vía pública de la ciudad española de Vitoria.

## Historia y descripción

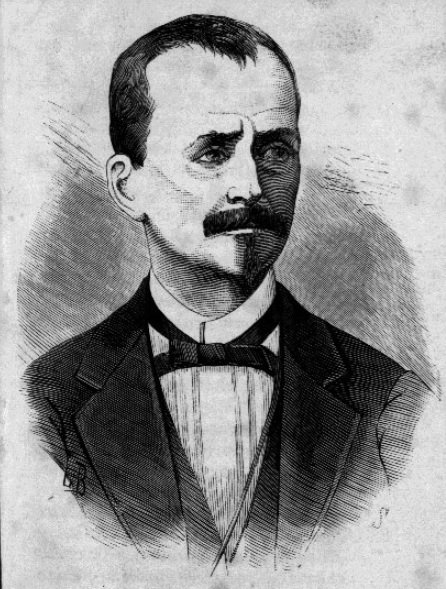
Mateo Benigno de Moraza, jurista y político que da nombre a la calle

La calle ha tenido ese nombre desde que el 12 de octubre de 1887 dejó de ser parte de la de San Francisco. Honra a Mateo Benigno de Moraza y Ruiz de Garibay (1817-1878), jurista y político vitoriano, nacido a pocos metros de la calle, en la de la Cuchillería; acérrimo defensor de los fueros, llegaría a ser diputado a Cortes por la provincia de Álava, consejero de la diputación, correspondiente de la Real Academia de la Historia y miembro del Real Ateneo Científico, Literario y Artístico de Vitoria.
La calle principia en la escalinata de la iglesia de San Miguel Arcángel y concluye en la cuesta de San Francisco. Allí, da a parar en el edificio que históricamente albergó al Banco de España en la ciudad y que ahora es sede del Centro Memorial de las Víctimas del Terrorismo. A lo largo de la historia, han formado parte de la calle la Plaza Nueva y Los Arquillos, ambas obras monumentales de Justo Antonio de Olaguíbel. Si bien ahora la calle está ocupada por bares y restaurantes, fue durante años centro neurálgico de la vida social y política de la ciudad, con cafés, imprentas —la de Sarasqueta y la de Ignacio Egaña, de la que salían publicaciones como El Mosaico, El Escudo Católico, La Buena Causa, El Porvenir Alavés, La Trompeta, El Lirio y Vitoria Alegre— y locales destinados al teatro. La calle celebró durante años su propia festividad con motivo del día de Mateo el Evangelista.